# EMEF, S.A.

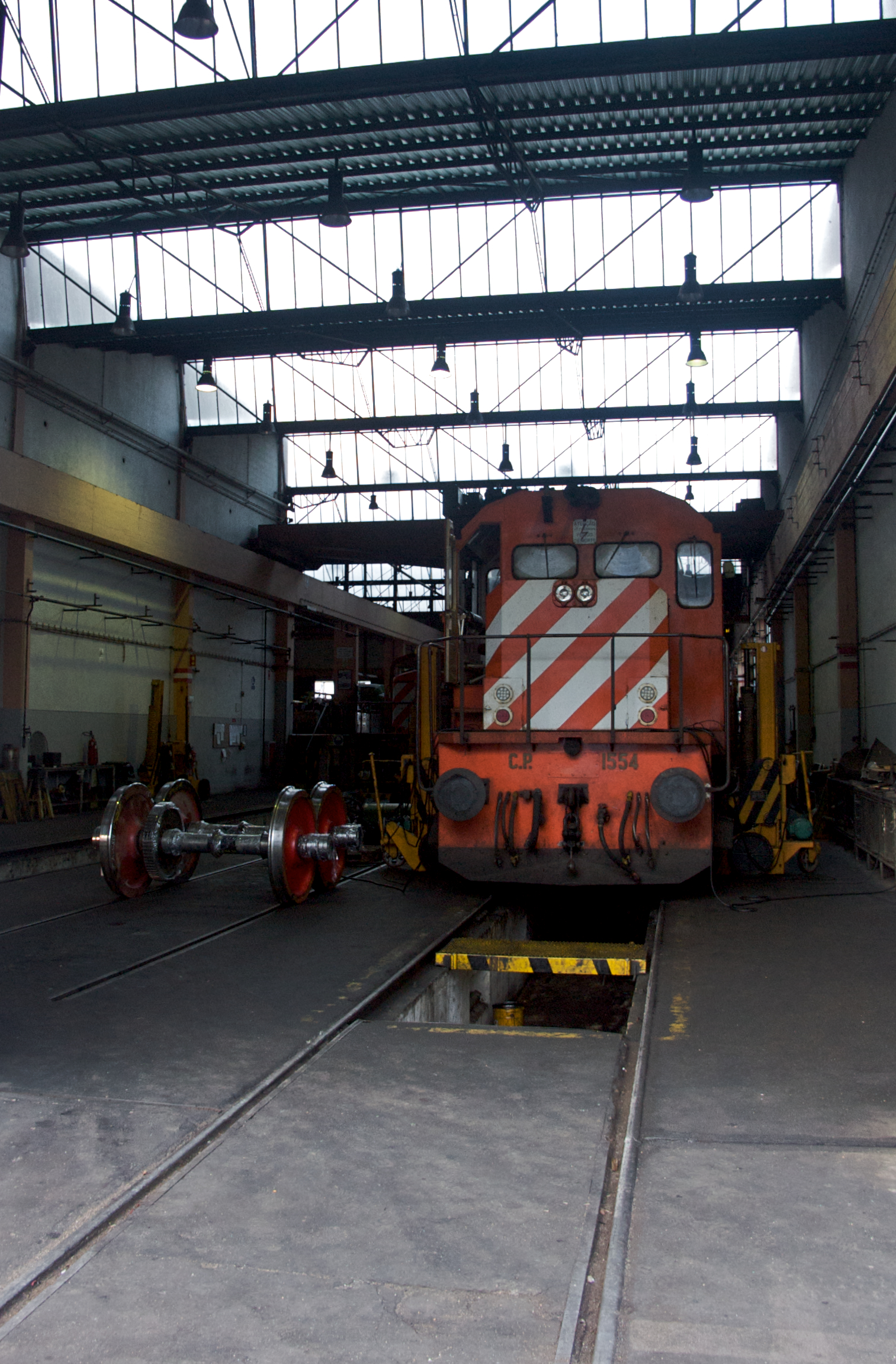
Interior de las oficinas de la EMEF en el Entroncamento, en 2008.

La EMEF – Empresa de Manutenção de Equipamento Ferroviário, S.A. es una empresa ubicada en Portugal especializada en mantenimiento de material circulante ferroviario. Fue creada en 1993 por la privatización del área de reparación y rehabilitación de material circulante de la empresa pública CP - Caminhos de Ferro Portugueses, siendo ampliada hasta absorber toda la operación industrial de esta entidad, en 1995.

## Características

### Instalaciones
La EMEF posee instalaciones en Entroncamento, Barreiro, en Vila Real de Santo António, y en Guifões Hasta 2011, también tenía un complejo de oficinas en Figueira da Foz.
Las oficinas de Guifões fueron construidas en 1992, por el Gabinete del Nudo Ferroviario de Porto, para sustituir las instalaciones en Campanhã, siendo, en 1998, divididas para albergar las oficinas del Metro de Porto.

### Actividades
Además del mantenimiento de material circulante, la EMEF también se dedica a la construcción y transformación de vehículos ferroviarios.
En términos de fabricación de material circulante, entre las principales tareas se encuentra la construcción de vagones para Bosnia y Herzegovina, y la entrega de 400 vagones para CP Carga, realizada entre 2010 y 2011.
Entre los proyectos de transformación y modificación, se destaca la adaptación, en las instalaciones de Entroncamento, de los vagones para el transporte de automóviles entre la fábrica de Autoeuropa, en Palmela, y el Puerto de Setúbal. Otro importante proyecto fue la transformación, en Guifões, de las antiguas unidades de la CP Serie 9700, en los automotores de la CP Serie 9500.

## Historia

### Formación
La EMEF fue creada en 1993, en el ámbito de una estrategia de restructuración del mantenimiento y reparación de la flota de la empresa Caminhos de Ferro Portugueses; esta empresa fue, así, formada a partir de la privatización de la división de reparación y rehabilitación del material circulante de la operadora. Al año siguiente, la división de mantenimiento de los Ferrocarriles Portugueses es integrada en la EMEF, pasando esta empresa a ser responsable de todo el material circulante.

### Consolidación e internacionalización

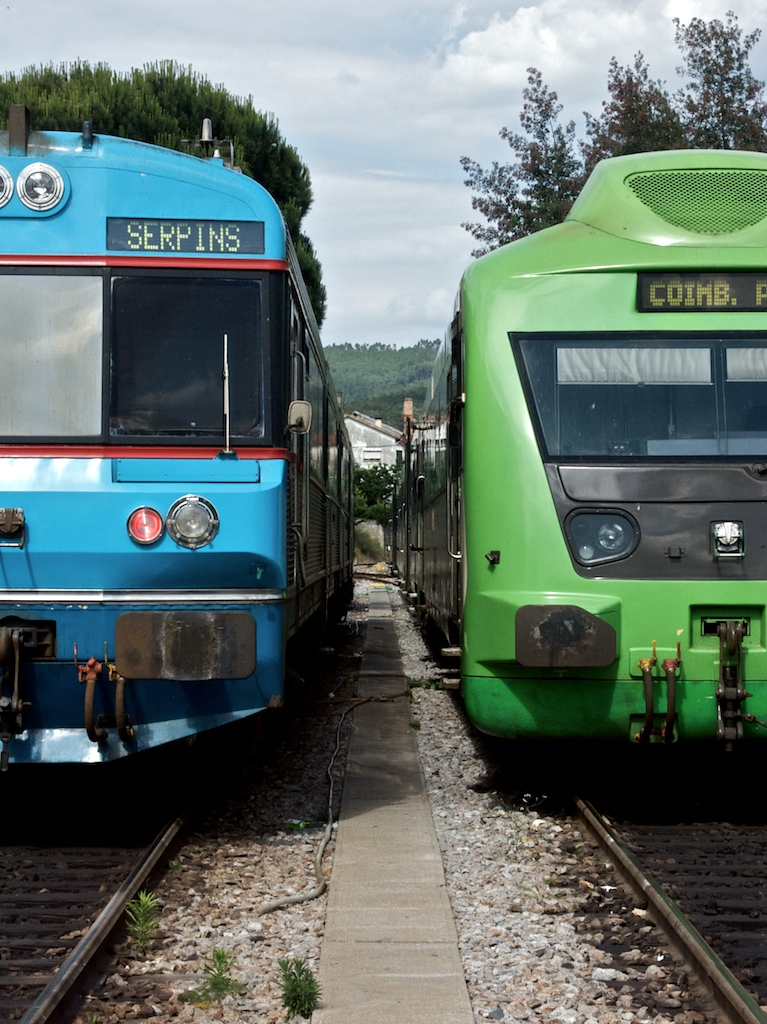
Automotores de las series 0450 y 0350, remodeladas por la EMEF.

En 1995, la EMEF absorbió toda la estructura industrial de los Caminhos de Ferro Portugueses, de forma que englobase todo su servicio en el seno de esta operadora. En 1998, comienza a realizar, en sus instalaciones del Grupo de oficinas de Porto, el mantenimiento de los vehículos del Metro de Porto.
La EMEF comienza su proceso de internacionalización con una participación, en 1999, en la FERTREM - Operaciones Ferroviarias Internacionales, S.A., en el campo de la asistencia técnica, comercial e industrial en el transporte ferroviario. Al año siguiente, obtiene un Certificado del Sistema de Gestión de Calidad, de acuerdo con la Norma NP EN ISO 9002:1995.
En 2005, la EMEF entra en el campo de la construcción de vehículos ferroviarios, siendo designada como unidad industrial en un contrato entre el Gobierno Portugués y la República de Bosnia y Herzegovina, para la rehabilitación y abastecimiento de vagones. En 2007, son formadas las Unidades de Nuevos Proyectos y de Innovación y Tecnología Ferroviaria, con el propósito de especializar las actividades en las oficinas, consolidar competencias, y aplicar las orientaciones estratégicas del sector.
En 2008, son concentradas, en el Parque de oficinas de Entroncamento, las actividades del Grupo de oficinas de Entroncamento y de Mantenimiento Centro, y, al año siguiente, son creados los Parques de oficinas del Norte y del Sur.
En 2009, la EMEF forma, junto con el fabricante de las Series 5600 y 4700, un acuerdo complementario de empresa, para asegurar el mantenimiento de estas locomotoras. En el mismo año, es aprobada la creación de la Sociedad EMEF-Internacional, S. A., para la construcción de vagones, destinados a los mercados internacionales; al año siguiente, esta institución fue auditada por la APCER, obteniendo su Sistema de Gestión de la Calidad el certificado de la Norma NP EN ISO 9001.
En febrero de 2010, los trabajadores de las oficinas de la EMEF en Entroncamento criticaron, en una sesión plenaria, la reducción de trabajo en sus instalaciones, debido a las políticas de mantenimiento del material circulante de la operadora Comboios de Portugal; los trabajadores de esta empresa en Figueira da Foz y en Barreiro también se habían manifestado, contra la misma situación. Al mes siguiente, la EMEF anunció que, según las instrucciones de la empresa Comboios de Portugal, se iban a congelar los salarios de los trabajadores también en 2010, situación que iba a durar hasta 2013. Este problema, que derivaba de la menor necesidad de mantenimiento del material circulante moderno, y de la reducción de la flota de Comboios de Portugal, fue, en parte, resuelto por un contrato de 400 vagones a la CP Carga, siendo entregados los cincuenta primeros el 13 de julio, en Entroncamento; previéndose que este contrato permitiría ocupar las líneas de producción hasta finales de 2011, a través de la fabricación de 14 vagones por mes. Para este contrato, fue aprovechada la experiencia técnica adquirida por la fabricación de vagones para Bosnia y Herzegovina, que la EMEF estuvo realizando en los años previos. También en julio, la empresa recibió una propuesta para la fabricación de 300 vagones, para la operadora Portos e Caminhos de Ferro de Moçambique.
En ese momento, la EMEF estaba planeando la construcción de una fábrica de material circulante en Entroncamento, con una inversión de 18 millones de euros; este proyecto estaba, no obstante, dependiente de la autorización de la tutela, que tenía recelos sobre el desarrollo de los mercados mundiales en aquel sector.
El 3 de marzo de 2011, en una ceremonia de entrega de certificados del programa Nuevas Oportunidades a 90 trabajadores de la EMEF en Amadora, el ministro de Obras Públicas, Transportes y Comunicaciones, António Mendonça, afirmó que la EMEF debía apostar más por los mercados externos, poniendo como ejemplo el recientemente firmado protocolo con la operadora de los Puertos y Ferrocarriles de Mozambique, y que tuvo como propósito formar una unidad de negocio para la internacionalización.

### Concentración de las actividades

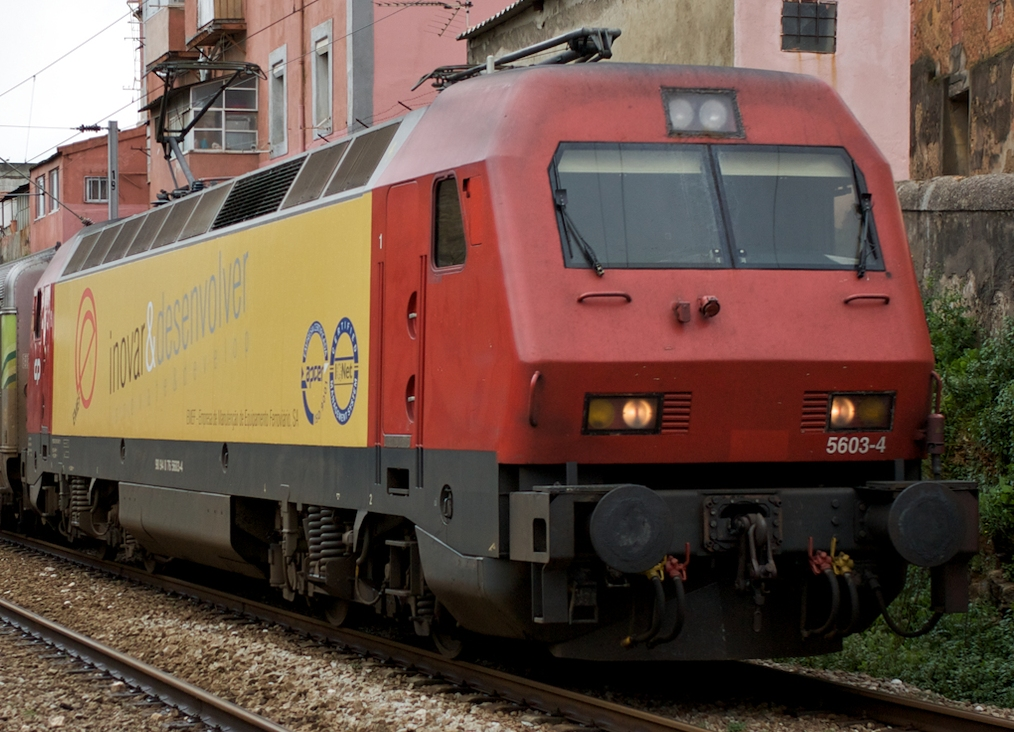
Locomotora n.º 5603 de la operadora Comboios de Portugal, con publicidad de la EMEF en el lateral.

Esta empresa tiene un complejo de trabajo junto a la Estación de Figueira da Foz, para modificar, reparar, y hacer el mantenimiento de reparación de material circulante; fue aquí realizada, por ejemplo, la transformación de una unidad de la CP Serie 0300 en el Automotor VIP, que entró en servicio en 1992. A mediados de la década de 1980, estas instalaciones empleaban a cerca de 340 trabajadores. En el mes de septiembre de 2011, fecha en que trabajaban 34 personas, las administraciones de la EMEF y de la operadora Comboios de Portugal se reafirmaron en la decisión de cerrar estas instalaciones, siendo algunos trabajadores desplazados a las naves de la Estación de Entroncamento. Las instalaciones en Figueira da Foz fueron cerradas, como estaba previsto, el 30 de noviembre del mismo año, siendo las actividades de estas instalaciones concentradas, junto con el Parque de trabajo de Entroncamento, en el Parque del Centro.
En el mismo año, las funciones de la división de Mantenimiento de Lisboa también fueron trasladadas al Parque del Sur.
El 7 de marzo de 2012, los trabajadores de esta empresa protestaron en Lisboa contra el proceso de restructuración, que, según el Sindicato de Ferroviarios, podría llevar al cierre de las naves en Vila Real de Santo António, en Guifões, y en Barreiro.